# Rhett Harty
Rhett Harty (Pasadena, 8 marzo 1970) è un ex calciatore statunitense di ruolo difensore.

## Carriera
Rhett Harty è principalmente noto per aver fatto parte della prima rosa nella stagione inaugurale del N.Y./N.J. MetroStars nel 1996, in cui giocò 31 partite e realizzò una rete. Giocò per le successive due stagioni con i MetroStars aggiungendo altre 33 presenze. Nel 1997 giocò anche tre partite di coppa nazionale in cui realizzò una rete.

## Dopo il ritiro
Dopo la fine della breve carriera sportiva, lavora in Asia aiutando le popolazioni povere e, tornato negli Stati Uniti, lavora come impiegato di un ospedale a Portland.

## Statistiche
| Stagione        | Squadra              | Campionato      | Campionato | Campionato | Coppe nazionali | Coppe nazionali | Coppe nazionali | Coppe continentali | Coppe continentali | Coppe continentali | Altre coppe | Altre coppe | Altre coppe | Totale | Totale |
| Stagione        | Squadra              | Comp            | Pres       | Reti       | Comp            | Pres            | Reti            | Comp               | Pres               | Reti               | Comp        | Pres        | Reti        | Pres   | Reti   |
| --------------- | -------------------- | --------------- | ---------- | ---------- | --------------- | --------------- | --------------- | ------------------ | ------------------ | ------------------ | ----------- | ----------- | ----------- | ------ | ------ |
| 1996            | N.Y./N.J. MetroStars | MLS             | 31+3       | 1          |                 | -               | -               |                    | -                  |                    |             | -           | -           | 34     | 1      |
| 1997            | N.Y./N.J. MetroStars | MLS             | 26         | 0          | USOC            | 3               | 1               |                    | -                  | .                  |             | -           | -           | 29     | 1      |
| 1998            | N.Y./N.J. MetroStars | MLS             | 7          | 0          |                 | -               | -               |                    | -                  | .                  |             | -           | -           | 3      | 0      |
| Totale carriera | Totale carriera      | Totale carriera | 67         | 1          |                 | 3               | 1               |                    | -                  | -                  | -           | -           | -           | 70     | 1      |